# Mein Name ist Modesty
Mein Name ist Modesty  ist ein amerikanischer Actionfilm aus dem Jahr 2004 des Regisseurs Scott Spiegel. Die Handlung des Films basiert auf der Hintergrundgeschichte der Comicfigur Modesty Blaise von Peter O’Donnell.

## Inhalt
Modesty arbeitet als Croupier in einem Casino in Tanger. Eine Bande von Kriminellen nimmt Mitarbeiter als Geiseln, um Zugang zum Casino-Tresor zu erhalten. Doch der einzige, der den Tresor öffnen kann, wird erschossen. Während sie darauf warten, dass ein anderer Mitarbeiter ankommt, der den Tresor öffnen kann, überzeugt Modesty den Anführer der Bande, Miklos, mit ihr Roulette zu spielen. Immer wenn sie zweimal hintereinander gewinnt, muss Miklos eine Geisel freigeben und jedes Mal, wenn sie verliert, muss sie ein wichtiges Stück ihrer Vergangenheit enthüllen. Das ereignisreiche Leben von Modesty wird somit durch mehrere Rückblenden enthüllt: Beginnend mit ihrer Kindheit als Waise in einem Flüchtlingslager im Balkan, ihrem Treffen mit ihrem Mentor, der ihr Kampfkünste beibrachte bis zu dessen Tod in Algerien und ihrer Reise nach Tanger, wo sie Croupier wurde. Schließlich gelangt die Bande in den Tresor, wird dann aber mit der rachsüchtigen Modesty konfrontiert.

## Produktion und Veröffentlichung
Nachdem der Regisseur Scott Spiegel From Dusk Till Dawn 2 gedreht hatte, bat Produzent Harvey Weinstein Spiegel, Mein Name ist Modesty zu inszenieren. Quentin Tarantino war als Executive Producer beteiligt. Die Dreharbeiten fanden in Bukarest, Rumänien, statt und dauerten 18 Tage. Der Film wurde pro forma für Miramax Films produziert, um Tarantino die Rechte an der Vorlage, dem Comic Modesty Blaise, aufrechtzuerhalten.
Modesty Blaise-Erfinder Peter O’Donnell fungierte als Berater des Films. Das Drehbuch schrieb Lee Batchler und Janet Scott Batchler. Die Musik komponierte Deborah Lurie und für die Kameraführung war Vivi Dragan Vasile verantwortlich. Für den Schnitt war Michelle Harrison zuständig und die künstlerische Leitung lag bei Viorica Petrovici.
Der Film wurde im Februar 2004 zuerst in Frankreich auf DVD veröffentlicht. Es folgten Veröffentlichungen in Russland, den Niederlanden und den USA im gleichen Jahr, später auch in Finnland, Ungarn und Italien.

## Kritik
Juan Morales von der New York Times bezeichnete den Film als eines der „anschaulichen Beispiele für Mr. Spiegels schlauen, visuellen Regiestil“. Joe Leydon von Variety meinte, der Film sei gar nicht so schlecht und eine gute Ablenkung. Der Filmdienst schreibt, „Anleihen bei ‚Tausendundeiner Nacht‘ schwingen bei der unausgereiften Krimikomödie mit, mit der Modesty Blaise, die weibliche Antwort des Autors Peter O’Donnell auf den Bond-Boom der 1960er-Jahre, aus ihrem Dornröschenschlaf erweckt werden soll“. Entstanden vor allem für die Erhaltung der Rechte an der Vorlage, wirke der Film wie ein „Pflicht-Prequel zum zukünftigen Kinoereignis“.